# Thiên Thủy Tụng
Quẻ Thiên Thủy Tụng

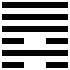
Hình quẻ Thiên Thủy Tụng

còn gọi là quẻ Tụng 訟 (sõng), là quẻ thứ 06 trong Kinh Dịch.
- Nội quái là ☵ (:|: 坎 kản) Khảm hay Nước (水).
- Ngoại quái là ☰ (||| 乾 qiàn) Càn hay Trời (天).

Phục Hy ghi: Nhu giả ẩm thực chi đạo dã, ẩm thực tất hữu tụng, cố thụ chi dĩ tụng.
Văn Vương ghi thoán từ: Tụng, hữu phu, trất, dịch. Trung cát, chung hung. Lợi kiến đại nhân, bất lợi thiệp đại xuyên (訟: 有孚, 窒, 惕. 中吉, 終凶. 利見大人. 不利涉大川).
Chu Công viết hào từ:

Sơ lục: Bất vinh sở sự, tiểu hữu ngôn, chung cát.

Cửu nhị: Bất khắc tụng, quy nhi bô, kỳ ấp nhân tam bách hộ, vô sảnh.

Lục tam: Thực cựu đức, trinh lệ, chung cát. Hoặc tòng vương sự, vô thành.

Cửu tứ: Bất khắc tụng, phục tức mệnh, du, an trinh cát.

Cửu ngũ: Tụng, nguyên cát.

Thượng cửu: Hoặc tích chi bàn đái, chung triêu, tam sỉ chi.
Giải nghĩa: Luận dã. Bất hòa. Bàn cãi, kiện tụng, bàn tính, cãi vã, tranh luận, bàn luận. Đại tiểu bất hòa chi tượng: tượng lớn nhỏ không hòa.